# Émile Chasles
Pour les articles homonymes, voir Chasles.
Émile Chasles, né le 28 février 1827 à Paris et mort le 24 septembre 1908 à Tracy-sur-Mer (Calvados), est un philologue et historien de la littérature français.

## Biographie
Émile Chasles est le fils du journaliste et littérateur Philarète Chasles (1798-1873), le petit-fils du conventionnel Pierre Chasles (1753-1826), et le neveu du mathématicien Michel Chasles (1793-1880).
Émile Chasles est un spécialiste de la langue allemande. Il a aussi écrit des ouvrages de référence sur la littérature et le théâtre.
En 1859, il épouse Emma de Contencin, fille d'un conseiller d'État et directeur général des Cultes. Ils ont trois enfants, dont deux décédés célibataires. Leur fille épouse Louis Planquette, avocat au Tribunal de Versailles et au barreau de Bayeux, où il décède en mars 1913, avec lequel elle a trois enfants.
Domicilié à Paris, 49 rue de Lille, il meurt dans sa résidence secondaire à Tracy-sur-Mer (Calvados) le 24 septembre 1908.

## Publications
- Émile Chasles, La Comédie en France au XVIe siècle, Didier, 1862, 214 pages
- Émile Chasles, Miguel de Cervantes, sa vie, son temps, son œuvre politique et littéraire, Didier, 1866, 460 pages
- Émile Chasles, Histoire nationale de la littérature française, Ducrocq, Paris, 1870, 449 pages
- Émile Chasles et M. Eguemann, Les Mots et les genres allemands, Hachette, 1888, 135 pages
- Émile Chasles, Contes de tous pays, Paris, Garnier frères, 1867, 456 p.
- Émile Chasles, Nouveaux contes de tous pays : dessins de G. Staal, Paris, Garnier frères, 1900, 508 p. (lire en ligne)